# Kurt Birkle
Kurt Birkle, né le 8 janvier 1939 et mort le 1er janvier 2010, est un astronome allemand.

## Carrière
Il a commencé sa carrière à l'observatoire de Heidelberg en 1969 pour ensuite continuer à l'Institut Max-Planck d'astronomie. Il fut directeur de l'observatoire de Calar Alto, en Espagne, de 1973 à 1998.

## Découvertes
Le Centre des planètes mineures le crédite de la découverte de neuf astéroïdes entre 1989 et 1993, toutes effectuées en collaboration avec d'autres astronomes dont Johann Martin Baur, Hermann Boehnhardt et Ulrich Hopp.
| (5879) Almérie     | 8 février 1992    |
| (14856) 1989 SY13  | 26 septembre 1989 |
| (26825) 1989 SB14  | 26 septembre 1989 |
| (29163) 1989 SF14  | 26 septembre 1989 |
| (30803) 1989 SG14  | 26 septembre 1989 |
| (46550) 1989 SZ13  | 26 septembre 1989 |
| (175661) 1989 SC14 | 26 septembre 1989 |
| (251654) 1993 RB15 | 15 septembre 1993 |
| (322612) 1989 SA14 | 26 septembre 1989 |

## Récompenses et honneurs
L'astéroïde (4803) Birkle lui est dédié,.